# Sonate pour piano no 29 de Beethoven
Sonate « Hammerklavier »
Pour les articles homonymes, voir Sonate pour piano (homonymie).
La Sonate pour piano no 29 en si bémol majeur, opus 106 dite « Hammerklavier », de Ludwig van Beethoven, fut composée entre 1817 et 1819 et publiée en septembre 1819. La dédicace alla à l'archiduc Rodolphe. Intitulée « Große Sonate für das Hammerklavier » (grande sonate pour le piano-forte), elle était destinée comme déjà l'opus 101 aux instruments les plus modernes de l'époque dont elle exploitait toutes les possibilités techniques.

## Contexte
Le titre « Hammerklavier » vient du terme allemand pour « piano-forte », donné par le musicien qui voulait ainsi rappeler à ses contemporains que le piano-forte était une invention allemande, comme il l'écrivait à Tobias Haslinger en 1817. Le terme « Hammerklavier » (littéralement : clavier à marteaux) — qui marque une nette distinction entre les cordes frappées du piano moderne et les cordes pincées du clavecin — semble aussi souligner le caractère percussif de l'instrument, mis particulièrement en valeur par l'introduction « martelée » de cette sonate.
Mettant fin à quatre années d'une quasi-stérilité artistique, sa composition fut contemporaine de celle du Kyrie de la Missa Solemnis et des toutes premières esquisses de la Neuvième Symphonie, à une époque où la surdité du musicien était devenue totale. 
L'œuvre fut publiée le 15 septembre 1819. Elle est sa plus vaste partition pour piano solo par sa longueur et l'ampleur de son souffle. Le musicien confia à son éditeur : « Voilà une sonate qui donnera de la besogne aux pianistes, lorsqu'on la jouera dans cinquante ans ».
Elle comprend quatre mouvements et son exécution dure environ 45 minutes. Le troisième mouvement, adagio sostenuto, est remarquable par ses proportions (près de vingt minutes), qui en fait le plus long mouvement lent qu'ait écrit Beethoven. 
Le pianiste Wilhelm Kempff en a dit : « C'est le plus grand monologue pour piano que Beethoven ait jamais écrit. »[réf. nécessaire] Le final est une immense fugue à trois voix d'une complexité redoutable pour les exécutants.
Rendant compte de l'immensité de cette œuvre, le pianiste italien Ferruccio Busoni déclarait que « la vie d'un homme est malheureusement beaucoup trop courte pour apprendre l'Opus 106 ».
Pour Badura-Skoda, « La Hammerklavier est pour nous pianistes, ce que la neuvième symphonie est pour le chef d'orchestre : l'œuvre monumentale, l'œuvre culminante, ou, mieux encore, l'œuvre qui parcourt tout autant les profondeurs que les sommets. Aussi ne l'approchons-nous qu'avec respect »

## Mouvements

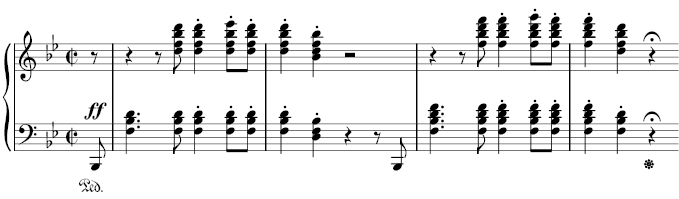
L'Introduction du premier mouvement.

1. Allegro, à , en si♭ majeur, 405 mesures;
2. Scherzo, assai vivace, à 
, en si♭ majeur, 175 mesures;
3. Adagio sostenuto. Appassionato e con molto sentimento, à 
, en fa♯ mineur, 187 mesures;
4. Largo, à , en fa majeur, 10 mesures — Allegro risoluto,  à 
, en si♭ majeur, 400 mesures.

## Interprétations majeures
- Sviatoslav Richter (Prague, 1975)[4]